# أبو الحسن الفالي
أبو الحسن علي بن أحمد بن سُلَّك الفالي (؟؟؟ - 448هـ/1057-1056م) هو كاتب وشاعر وأديب عاش في بغداد في القرن الخامس الهجري.

## سيرته
ولِدَ علي بن أحمد بن سُلَّك في مدينة فالة في إقليم خوزستان، وإليها يُنسَب، وتاريخ ميلاده غير معروف، ولا يُعرَف شيئاً عن حياته هناك. غادر أبو الحسن خوزستان إلى العراق، ودخل في البداية إلى البصرة، وتتلمذ هناك لدى عمر بن عبد الواحد الهاشمي، ثُمَّ انتقل إلى بغداد، وعمل في بغداد مُدرِّساً، فلُقِّب بالمُؤَدِّب. تُوفِّي أبو الحسن الفالي في مدينة بغداد في سنة 448هـ.

## شعره
لم يصل من شعره سوى القليل، وشعره سلس يتناول فيه أغراضاً وجدانية في الأغلب، غير أن بعض قصائده تضمَّنت هجاءً، ويميل في بعضها إلى الزندقة.

## مؤلفاته
تُنسَب إليه المؤلفات التالية:
- «كتاب الاستقامة».

## وصلات خارجية
- تصحيح تصحيف وتحرير تحريف، مقال من تأليف أحمد يوسف نجاتي، على مجلة الرسالة، يتناول أبيات من تأليف أبي الحسن الفالي نُسِبَت سهواً إلى أبي علي القالي في كتاب «ظهر الإسلام» من تأليف أحمد أمين. على ويكي مصدر.